# Лагодинці
Ла́годинці — село в Україні, у Красилівській міській громаді Хмельницького району Хмельницької області. Населення становить 929 осіб.

## Історія села
Село було засноване в XV столітті.
В XVI столітті належало князям Острозьким.
В 1593 році, як і всі ближні села, було пограбоване кримськими татарами. Як про це доповідають Криштофор Щука і Станіслав Янковський в Луцькому суду 7 грудня 1601 року.
З 7 грудня 1753 року, за Кольбушовською транзакцією, це село і окружні села були передані Карлу Шидловському (Смоленському мечнику).
В 1885 році знайдено скарб голландських червінців.
В 1895 році село належало дворянину Вільгельму Доманевському.
В селі було 4 вітряних млина станом на 1895 рік
Події Зимового похого походу 1919-1920 років
Починаючи від Чорного Острова, груnа С. С. увесь час іде уступом уперед на лівому крилі української армії.2-й Галицький корпус увесь час відстае.
Причини цього були: порівнюючи мале знайомство з тактикою московського большевицького війська, чому командування 2-го корпусу трималося дуже обережно; незнайомство з тереном війни й особливий спосіб ведення операцій 2·м Галицьким корпусом.Корпус цей висовував далеко вперед невеликі віддділи з обмеженими завданнями- розвідки; Ці відділи підпирав більшими відділами на випадок невдачі тільки після цього вводив у бій ВСі СВОЇ СИЛИ *). (Спосіб добрий, на мою думку, при війні, так би мовити, реГулярній або позиційній; при характері ж війни напівпартизанськоі -це вело за собоювтрату часу й шкідливо відбивалос!І Н!І власних успіхах. (-описував Марко Данилович Безручко — український військовий діяч, генерал-хорунжий Армії УНР, творець і один із командирів так званого «Дива на Віслі» — військової операції з відбиття наступу російсько-більшовицьких окупантів під Варшавою, яка врятувала незалежність Польщі в 1920 році.)
Так ів дні 6- 10 серпня. 2-й Галицький корпус, занявшиСтарокостянтинів, висунутий на nівніч від міста тільки одну, слабого складу, 4-ту бrигаду. СІчові Стрільці продовжують наступ дальше,не зважаючи на своє висунуте нперед становище.11-ою дивізією вони досягають район Малої й Великої Селихи.10-а дивізія посу·ваеться за лівим флянІом 11-ї дивізії. 10 серnня 4-а Галицька бриrада, що висунута верстов на десять на північ від Старокостянтинова, терпить невдачу й відходить на Старокостянтинів.Увесь 2-й Галицький корnус, замість підтримати її,залишає район  Старокостянтинова й відходить на південь, утримуючи лінію Матрунки-Кузьмин.Січовим Стрільцям, на фронті 10-ї дивізії, що була висунутава Ледянку-Кучмзнівку для обхвату ворожого флянrу, також неповелося, чому вся груnа вимушена була відійти 11-ою дивізією назад, аж до лінії: Кульчин- Печиски і 10-ою дивізіею-Терешки-Севруки.
Більшовик знов заняв Старокостянтинів і лінію р. Ікопоть.Спалив кілька сел і маеєток в Антонінах із багатою бібліотекоюй архівом графів Потоцьких і дальше в цьому напрямі не nродвигався. З боку Старокостянтинова ворожі відділи, nросовуючись уперед, на 11 серnня зайняли с. Кульчинки й Лаrодинці, врізуючись між Січових Стрільців і 2-м Галицьким корпусом.
II-гий Корпус зачав скорим ранком наступ на Старо-Константинів. Вже о 8-ій годині рано занято Лагодинці, а коло Росоловець і здовж річки Случа вивязалися завзяті бої.
Бої 12-14 серnня 1919 року12 серnня, на домагання rpynи Січових Стрільців, 2-й Галицький корпус переходить своїми крайніми лівофлянrовими частинами в наступ, із метою забезпечення правого крила С. С., і займає боєм с. Лагодинці. Московит відходить на Старокостянтинів, залишаючи с. Кульчинки й Лагодинці.
Наступного дня, 13 серпня, 2-ий Галиuьцкий корпус виходить на р. Случ від Острололя до Великого Чорнятина. Де розвиває  наступ на  Шепетівку-Звягель(Новоград-Волинський)-Житомир-Київ.
В період  червоного терору 1936-1937рр.- згідно національного банку репресованих  Кухар Михайло Захарович 1907року народження, уродженець с.Лагодинці, Красилівського ррайону, малописьменний, вантажник цукрового заводу,Заарештований 05.09.37. Звинувачення: контрреволюційна діяльність,Трійкою УНКВС Вінницької обл. 20.09.37 засуджений до розстрілу,Вирок виконаний 25.10.37,Реабілітований прокуратурою Хмельницької обл. 10.08.89,П-19527, архів УСБУ.

### Історія церкви
Церква в ім'я Покрови Пресвятої Богородиці була побудована в 1798 році. В 1849 оновлена на кошти прихожан, священика і поміщика. Церква була дерев'яна. Проводи бували в світлу суботу. В церкві в позолоченій рамі знаходилась чудотворна ікона Христа Спасителя, розп'ятого на хресті. Яку з приходом радянської влади вивезли в Москву, де вона зберігається в  Кремлі.
Церковна школа існувала з 1850 року. Священиком в 1895 році був Михайло Савич Павлович.
 1920-1991 роки в приміщенні сучасної церкви був сільський клуб, де тоді,ще молоді активісти танцювали, розважались, та дивились фільми в намоленому місці.
Після розвалу Радянського Союзу "Тюрми народів" церкву в селі відновлено за рахунок жителів та меценатів.
Богослужіння проводилось російською мовою  так як церква належала УПЦ МП.
30 жовтня 2023 року під час зборів членами релігійних організацій прийнято Статут у новій редакції, обрано парафіяльну раду релігійної організації та членів ревізійної комісії. Разом із парафіянами до ПЦУ приєднався і настоятель храму Святого Апостола Луки села Манівці та Свято-Покровського храму села Лагодинці – отець Василь Веселовський.
Після зборів громади разом із настоятелем вперше молились рідною мовою.

### Історія протягом Другої світової війни
Під час німецької окупації у 1941–1944 роках село входило до Антоні́нського ґебі́ту (нім. Kreisgebiet Antoniny «Антонінська округа»)
У липні 1941 року гітлерівці захопили всю територію області,  тому село не було винятком, запровадили окупаційний режим. Вони руйнували підприємства, обладнання, машини, ліквідовували колгоспи, забирали у селян худобу, хліб, грабували майно.
У липні 1941тогож  року  створенно окупаційними військами орган,що керував діяльність управ, а саме:
Лагодинецько-Росолівецької управи (с.Лагодинці Красилівського району Антонінського округу Кам'янець -подільської області (Період Другої світової війни)).
Орган здійснював діяльність протягом липня 1941 по січень 1944 року  зокерема пособники нацизму та окупаційна влада приймала заяви громадян члени сімей який виїхали на роботу в Німеччину, про надання матеріальної допомоги, готували списки громадян для вивозу у Німеччину,та розстрільними списками.
Припинила свою діяльність у січні 1944 з підходом Червоної армії до лінії Шепетівка-Старокостянтинів-Кам'янець-Подільський.
4 березня 1944 року війська 1-го Українського фронту (командуючий маршал Г.К.Жуков) знову перейшли в наступ, розпочавши Проскурівсько-Чернівецьку операцію. З 4 по 11 березня 1944 року були звільнені: Антоніни і Остропіль – 4 березня, Теофіполь – 5 березня, Стара Синява – 8 березня, Старокостянтинів і Красилів – 9 березня. Того ж дня 9 березня 1944 року до 19:30 на північній околиці села Лагодинці вівся жорстокий бій за село Лагодинці і окружні  села, а  вже 10 березня 1944 року в жорстоких боях півнено-західніше Старокостянтинова до 8:00 були здобуті село Лагодинці, а також сусідні села. Тому саме 10 березня 1944 року вважається день визволення села від нацистів.
На території села знаходиться братська могила льотчиків Сапунова і Вагіна, які знайшли свій спочинок на місцевому кладовищі та віддали свої життя в жорсткому бою з нацистським окупантами за визволення села. Пам'ять про подвиг яких шанують усі жителі.

## Постаті
- Бугрим Григорій Васильович (* 1942) — заслужений тренер України. Заслужений працівник фізичної культури і спорту України.